# Лаванда (Крым)
Лава́нда (укр. Лаванда, крымскотат. Lavanda, Лаванда) — посёлок на Южном берегу Крыма. Входит в Городской округ Алушта Республики Крым (согласно административно-территориальному делению Украины — в составе Лучистовского сельсовета Алуштинского горсовета Автономной Республики Крым).

## Население
| 2001 | 2014 |
| ---- | ---- |
| 177  | ↗206 |

Всеукраинская перепись 2001 года показала следующее распределение по носителям языка:
| Язык       | Число жит. | Процент |
| ---------- | ---------- | ------- |
| русский    | 163        | 92,09   |
| украинский | 13         | 7,34    |

## Современное состояние

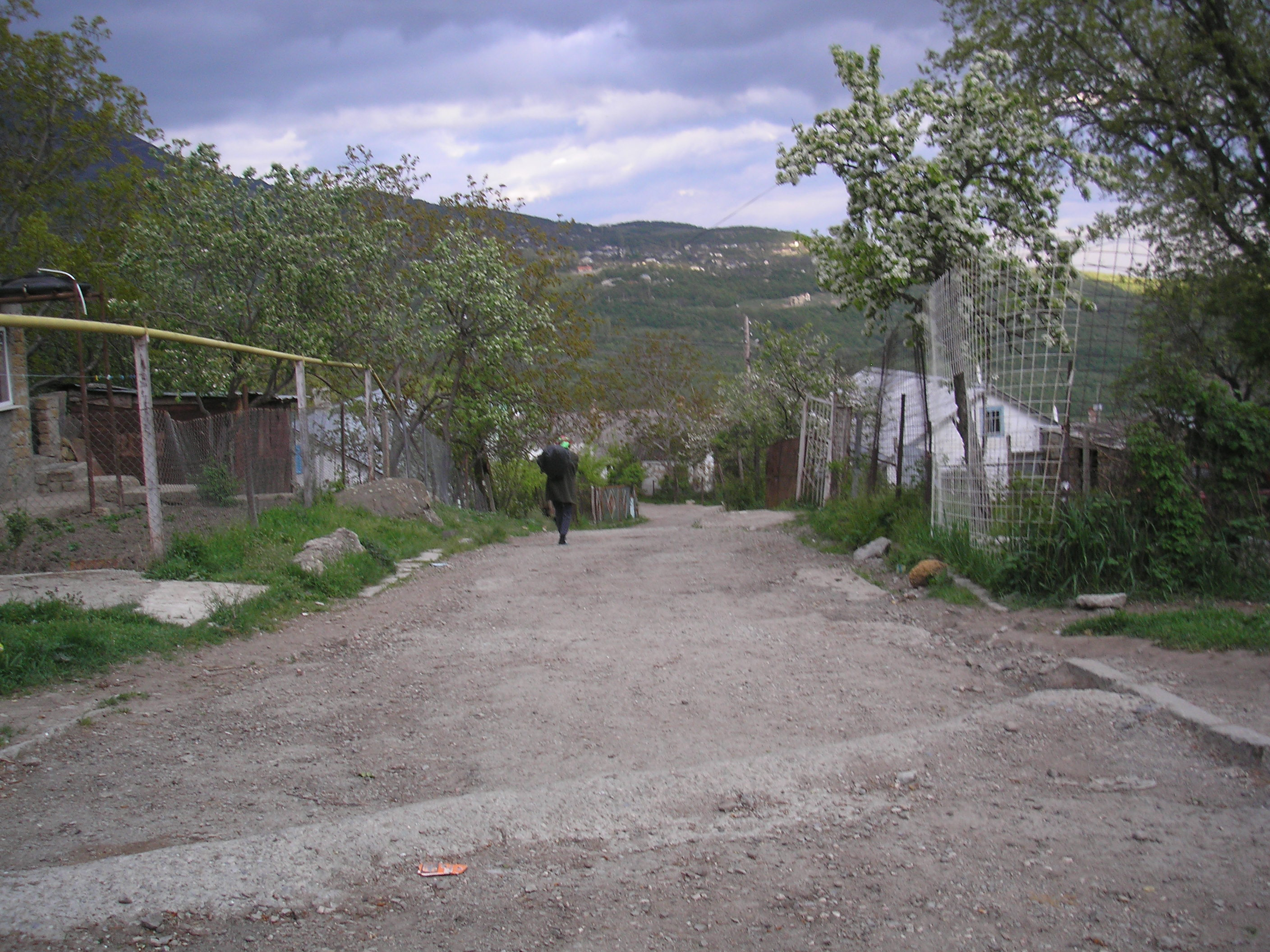

На 2018 год в Лаванде числится 6 улиц, 3 переулка и микрорайон Заречный; на 2009 год, по данным сельсовета, село занимало площадь 120 гектаров на которой, в 78 дворах, проживало 206 человек.

## География
Посёлок расположен примерно в 12 км (по шоссе) от Алушты, ближайшая железнодорожная станция — Симферополь-Пассажирский — примерно в 40 километрах, на Южном берегу Крыма, в центральной части территории горсовета, на южном склоне горы Чатыр-Даг, на впадающем справа в речку Демерджи ручье, на старых картах носящем название Батынын, в полукилометре севернее автодороги М-18 Симферополь — Ялта, высота центра села над уровнем моря 460 м. Транспортное сообщение осуществляется по региональной автодороге 35Н-012, соединяющей трассу Симферополь — Ялта с шоссе Алушта — Судак (по украинской классификации — С-0-0112).

## История
По данным «Истории городов и сёл Украинской ССР» селение было основано, как усадьба совхоза «Лаванда», в 1930 году. Время присвоения статуса посёлка пока не установлено, известно, что на 15 июня 1960 года посёлок Лаванда входил в Лучистовский сельсовет Алуштинского района. 1 января 1965 года, указом Президиума ВС УССР «О внесении изменений в административное районирование УССР — по Крымской области», Алуштинский район был преобразован в Алуштинский горсовет и Лаванду включили в его состав. По данным переписи 1989 года в селе проживало 202 человека. С 12 февраля 1991 года село в восстановленной Крымской АССР, 26 февраля 1992 года переименованной в Автономную Республику Крым. С 21 марта 2014 года Лаванда — в составе Республики Крым России, с 5 июня 2014 года — в Городском округе Алушта.